# Masteria sabrinae
Masteria sabrinae – gatunek pająka z rodziny Dipluridae i podrodziny Masteriinae. Występuje endemicznie na Martynice.

## Taksonomia
Gatunek ten opisany został po raz pierwszy w 2018 roku przez Victora Passanhę i Antonia D. Brescovita na łamach „Zootaxa”. Jako miejsce typowe wskazano Plateau de La Concorde na Martynice. Epitet gatunkowy nadano na cześć biolożki, Sabriny de Souzy Ferreiry.

## Morfologia
Pająk o ciele długości od 3 do 3,9 mm. Karapaks jest żółtawy. Ośmioro oczu rozmieszczonych jest w dwóch szeregach. Oczy pary tylno-środkowej leżą bardziej z przodu niż pary tylno-bocznej. Szczękoczułki mają 11 ząbków na przedniej krawędzi bruzdy i 12 mniejszych ząbków w nasadowo-środkowej części bruzdy. Sternum samca jest białawe, samicy zaś żółtawe. Odnóża są żółtawe. Kolejność par odnóży od najdłuższej do najkrótszej to: IV, I, II, III. Odnóża pierwszej pary samca mają golenie z pierwszym wyrostkiem prolateralnym o fromie mocnej ostrogi z półkwadratowym szczytem, drugim wyrostkiem prolateralnym o formie mocnego kolca z lekko wystającą podstawą, a trzecim wyrostkiem prolateralnym o formie dwóch kolców na wspólnej, wystającej podstawie. Nadstopia pierwszej pary samca mają spłaszczony kolec nasadowy oraz wgłębienie nasadowe. Opistosoma (odwłok) jest białawo ubarwiona. Genitalia samicy zawierają dwie jednopłatowe, wydłużone spermateki o zakrzywionym, kulistawym wierzchołku i wąskim regionie gruczołowym. Nogogłaszczki samca mają od 2,5 raza dłuższą od cymbium goleń z rozszerzoną nasadą i 18–20 silnymi kolcami tylno-bocznymi, tak długie jak szerokie cymbium z czterema kolcami szczytowymi oraz gruszkowaty bulbus z spłaszczoną i odsiebnie poskręcaną apofizą paraemboliczną oraz tak długim jak ona embolusem.

## Rozprzestrzenienie
Gatunek neotropikalny, karaibski, endemiczny dla Martyniki.